# 델리키트저녁쥐
델리키트저녁쥐(Calomys tener)는 비단털쥐과에 속하는 남아메리카 설치류이다. 아르헨티나와 볼리비아, 브라질에서 발견된다. 핵형은 2n=66, FN=66이다.